# Guerre dello Xinjiang
Le guerre dello Xinjiang sono una serie di conflitti armati che hanno avuto luogo nell'attuale Xinjiang durante il XX secolo, nel contesto delle guerre tra i signori della guerra, nella guerra civile cinese e contro il movimento per l'indipendenza del Turkestan orientale.

## Storia
La cricca dello Xinjiang controllava la regione dal 1916, a seguito della caduta dell'Impero cinese. Nel 1931 scoppiò la ribellione Kumul, una rivolta musulmana uigura sostenuta da Chiang Kai-shek che era scontento dei legami della cricca con l'Unione Sovietica. Di fronte a un'imminente vittoria ribelle, l'Armata Rossa, assistita da russi bianchi, intervenne nel 1934 e ottenne un cessate il fuoco. Nel 1935 e nel 1937, scoppiarono delle rivolte islamiche, non ufficialmente sostenute dalla Repubblica di Cina, che furono represse. La seconda guerra sino-giapponese non influenzò particolarmente lo Xinjiang, ma dal 1944 la ribellione Ili, sostenuta dai sovietici, portò nel 1949 all'incorporazione dallo Xinjiang nella Repubblica Popolare Cinese.
Nel 1955, la "provincia" dello Xinjiang divenne "regione autonoma uigura" dello Xinjiang. La "cinesizzazione dello Xinjiang" iniziò negli anni 1950, in coincidenza con l'inizio dei disordini nella regione degli uiguri, per la richiesta di indipendenza del Turkestan orientale.